# Spaans Open 2011
Het Spaans Open is een van de golftoernooien dat vanaf het oprichting van de Europese PGA Tour in 1972 deel uitmaakt van de Tour, maar al lang daarvoor bestond. De 85ste editie van het Spaans Open wordt van 5-8 mei 2011 gespeeld en zal voor de 10de keer op de Real Club de Golf El Prat in Barcelona plaatsvinden. Het is de eerste keer dat het Spaans Open daar op de nieuwe baan van Greg Norman wordt gespeeld.
Het prijzengeld is € 2.000.000. Titelverdediger is Alvaro Quiros, die de play-off won van James Morrison.

## Verslag
Een opvallend duo deze week is José María Olazabal met zijn caddie Alejandro Larrazábal, die op El Prat is opgegroeid en daar nu les geeft. Beiden zijn winnaar van het Brits Amateur, Olazábal in 1984, Larrazábal in 2002. Beiden werden een jaar later professional. Het Open de España was vervolgens het eerste toernooi dat Olazábal op de Tour speelde.

#### Ronde 1
Romain Wattel sloeg als eerste af en begon met een mooie score van -5. Een uur later kwam Pablo Larrazábal op zijn 17de hole ook op -5 en sindsdien hebben ze de eerste plaats gedeeld. 's Middags werden Wattell en Larrazábal ingehaald door Tour-rookie Scott Jamieson, die acht birdies maakte voor een score van -6.

#### Ronde 2
Thomas Aiken heeft op zijn laatste hole (hole 9) een birdie gemaakt en werd clubhouse leader met -8. Larrazábal en Anthony Wall waren nog in de baan met -7 en Alvaro Velasco met -6. Nicolas Colsaerts speelt al weken goed en deelt de 9de plaats met negen andere spelers. Later in de middag steeg Alvaro Velasco met een ronde van 66 ook naar de 3de plaats. 
Tim Sluiter maakte na 11 holes eindelijk een birdie en moet deze week maar snel vergeten. Derksen en Lafeber delen de 42ste plaats en doen het weekend mee.

#### Ronde 3
Vroeg in de ochtend, voor de aanvang van de derde ronde van het hem zo geliefde Open de España, overleed Severiano Ballesteros. Hij was zelf drievoudig winnaar. De vlag werd halfstok gehangen en het toernooi ging door. Om kwart voor drie werd een minuut stilte in acht genomen.

Van de zes amateurs heeft alleen Laurie Canter zich voor het weekend gekwalificeerd. Hij wordt volgende week professional. Derksen en Lafeber staan na de derde ronde weer gelijk, beiden scoorden 76. Thomas Aiken bleef aan de leiding met een rondje van 72. Anders Hansen klom naar de 2de plaats met een score van 69. Grégory Havret maakte ook 69 en steeg naar de 6de plaats, niemand scoorde lager in ronde 3.

#### Ronde 4
Derksen en Lafeber speelden de laatste ronde samen. Derksen maakte een ronde van -7 en verbeterde het toernooirecord, Lafeber maakte een ronde van +7.

Thomas Aiken speelde met Anders Hansen. Aiken bleef aan de leiding en behaalde zijn eerste overwinning op de Europese Tour, Hansen bleef op de 2de plaats met Scott Jamieson en Pablo Larrazábal.
| Naam               | Score R1 | Score R1 | Nr   | Score R2 | Score R2 | Totaal | Nr  | Score R3 | Score R3 | Totaal | Nr 1 | Score R4 1 | Score R4 1 | Totaal | Nr  |
| ------------------ | -------- | -------- | ---- | -------- | -------- | ------ | --- | -------- | -------- | ------ | ---- | ---------- | ---------- | ------ | --- |
| Thomas Aiken       | 68       | -4       | T6   | 68       | -4       | -8     | 1   | 72       | par      | -8     | 1    | 70         | -2         | -10    | 1   |
| Anders Hansen      | 69       | -3       | T8   | 72       | par      | -3     | T10 | 69       | -3       | -6     | T2   | 70         | -2         | -8     | 2   |
| Scott Jamieson     | 66       | -6       | 1    | 72       | par      | -6     | T3  | 72       | par      | -6     | T2   | 71         | -1         | -7     | T3  |
| Pablo Larrazábal   | 67       | -5       | T2   | 70       | -2       | -7     | 2   | 73       | +1       | -6     | T2   | 71         | -1         | -7     | T3  |
| Grégory Havret     | 71       | -1       | T39  | 72       | par      | -1     | T17 | 69       | -3       | -4     | T6   | 70         | -2         | -6     | T5  |
| Simon Dyson        | 75       | +3       | T79  | 67       | -5       | -2     | T14 | 72       | par      | -2     | T17  | 68         | -4         | -6     | T5  |
| Romain Wattel      | 67       | -5       | T2   | 71       | -1       | -6     | T3  | 72       | par      | -6     | T2   | 73         | +1         | -5     | 10  |
| Alvaro Velasco     | 72       | par      | T44  | 66       | -6       | -6     | T3  | 75       | +3       | -3     | T10  | 72         | par        | -3     | T14 |
| Robert-Jan Derksen | 72       | par      | T44  | 72       | par      | par    | T42 | 76       | +4       | +4     | T50  | 65         | -7         | -3     | T14 |
| Nicolas Colsaerts  | 72       | par      | T44  | 69       | -3       | -3     | T10 | 73       | +1       | -2     | T17  | 72         | par        | -2     | T22 |
| Anthony Wall       | 68       | -4       | T6   | 70       | -2       | -6     | T3  | 77       | +5       | -1     | T22  | 72         | par        | -1     | T24 |
| Maarten Lafeber    | 73       | +1       | T70  | 71       | -1       | par    | T42 | 76       | +4       | +4     | T50  | 79         | +7         | +11    | T65 |
| Tim Sluiter        | 78       | +6       | T145 | 75       | +3       | +9     | MC  |          |          |        |      |            |            |        |     |

- Leaderboard

## De spelers
| - Felipe Aguilar - Thomas Aiken - Fredrik Andersson Hed - Seve Benson - Richard Bland - Liam Bond - Grégory Bourdy - Gary Boyd - Markus Brier - Mark Brown - Rafael Cabrera Bello - Alejandro Cañizares - Magnus A. Carlsson - Christian Cévaër (2004) - George Coetzee - Robert Coles - Nicolas Colsaerts - Carlos Del Moral - François Delamontagne - Robert-Jan Derksen - Robert Dinwiddie - David Dixon - Stephen Dodd - Bradley Dredge - David Drysdale - Victor Dubuisson - Simon Dyson - Rafa Echenique - Johan Edfors - Boris Etchart - Niclas Fasth - Kenneth Ferrie - Richard Finch - Oliver Fisher - Oscar Florén - Mark Foster - Florian Fritsch - Lorenzo Gagli - Stephen Gallacher - Alfredo García Heredia | - Ignacio Garrido - Daniel Gaunt - Jean-Baptiste Gonnet - Ricardo González - Tano Goya - Mark F Haastrup - Joakim Haeggman - Matt Haines - Anders Hansen - Søren Hansen - Andreas Hartø - Grégory Havret - Oskar Henningsson - David Horsey - Jeppe Huldahl - Sam Hutsby - Raphaël Jacquelin - Thongchai Jaidee - Scott Jamieson - Miguel Angel Jiménez - Eirik Tage Johansen - Michael Jonzon - Roope Kakko - Alexandre Kaleka - Anthony Kang - Shiv Kapur - Simon Khan - Jason Knutzon - Mikko Korhonen - Maarten Lafeber - Barry Lane - José Manuel Lara - Pablo Larrazábal - Paul Lawrie - Peter Lawrie - Thomas Levet (2009) - Steve Lewton - Shane Lowry - David Lynn - Matteo Manassero | - Stuart Manley - Pablo Martín - Gareth Maybin - Richard McEvoy - Ross McGowan - Damien McGrane - Colin Montgomerie - James Morrison - George Murray - Christian Nilsson - Matthew Nixon - Alexander Norén - Thomas Norret - Shaun Norris - Steven O'Hara - Fredrik Ohlsson - José María Olazabal - Thorbjørn Olesen - Pedro Oriol - Wade Ormsby - Hennie Otto - John Parry - Phillip Price - Alvaro Quiros (2010) - Richie Ramsay - Robert Rock - Brett Rumford - Elliot Saltman - Lloyd Saltman - Jarmo Sandelin (1999) - Marcel Siem - Jeev Milkha Singh - Joel Sjöholm - Lee Slattery - Tim Sluiter - Steven Tiley - Mark Tullo - Jaco Van Zyl - Alvaro Velasco - Simon Wakefield | - Anthony Wall - Paul Waring - Romain Wattel - Steve Webster - Peter Whiteford - Bernd Wiesberger - Danny Willett - Oliver Wilson - Chris Wood - Fabrizio Zanotti - Julio Zapata - Matthew Zions Sponsoruitnodiging - Moises Cobo - Jordi Garcia - Jose Lorca - Inigo Urquizu - Francis Valera - Eduardo De la RIva - Emanuele Canonica - Carlos Rodiles Regionale Order of Merit - Jesus Maria Arruti - Juan Antonio Bragulat - Jorge Campillo - Gabriel Cañizares - Santiago Luna - Manuel Quiros - Alvaro Salto - Carl Suneson Amateurs - Andy Sullivan (nr 1 in Europa) - Laurie Canter (nr 14 in Europa) - Niccolo Quintarelli - Domenico Geminiani - Victor Bertran Crous - Carles Perez Gelma |

Na dit toernooi, op 9 mei, zal Laurie Canter professional worden.

## Trivia
- Sinds 1997 is de officiële naam van het toernooi Open de España, daarvoor was de naam Spanish Open. De Engelse naam wordt alleen nog mondeling gebruikt.
- Het Open de España Feminino wordt in 2011 gespeeld van 15-18 september, het is nog niet bekend op welke baan. Het prijzengeld voor de dames is € 350.000.